# Alarico de Rosário

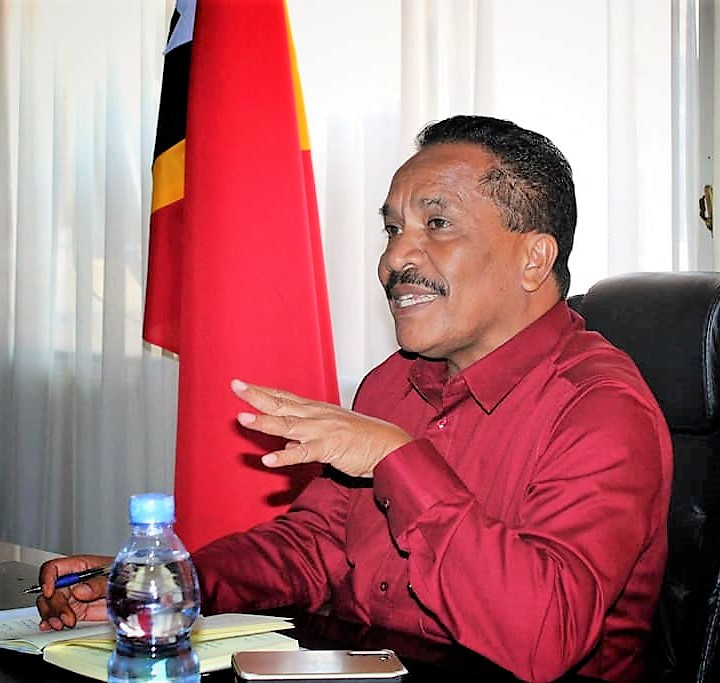
Alarico de Rosário (2022)

Alarico de Rosário ist ein osttimoresischer Politiker und Mitglied der Kmanek Haburas Unidade Nasional Timor Oan (KHUNTO).
Am 22. Juni 2018 wurde er zum Staatssekretär für Berufsausbildung und Arbeit vereidigt. Er folgt damit seinem Parteifreund Julião da Silva, der zum Vizeminister befördert wurde. Das Amt des Staatssekretärs hatte Rosário bis zum Ende der Legislaturperiode am 30. Juni 2023 inne.